# هارتستور
هارتستور (به آلمانی: Harztor) یک شهر و در آلمان است که در Hohnstein/Südharz واقع شده‌است. هارتستور ۶٬۲۱۱ نفر جمعیت دارد.